# Hajnáčka
Hajnáčka (in ungherese: Ajnácskő, in tedesco: Pirsenstein) è un comune della Slovacchia facente parte del distretto di Rimavská Sobota, nella regione di Banská Bystrica.
Il villaggio è citato per la prima volta nel 1245 con il nome di Danuskue come importante castello e feudo della Corona d'Ungheria. Nel 1545 il castello venne distrutto dai turchi.
Presso il villaggio di Hajnáčka possono ancora essere ammirate le rovine dell'omonimo castello.